# John Young Foster
John Young Foster, plus souvent John Y. Foster, né le 19 juin 1831 à Clinton et mort le 13 novembre 1896 à Newark, est un journaliste et historien américain, principalement connu pour avoir été rédacteur en chef du Frank Leslie's Illustrated Newspaper,.

## Biographie
À seize ans, il est apprenti chez l'imprimeur John Baldwin, à Somerville. En 1853, il part pour Newark où il travaille pour le Newark Daily Mercury dont il devient membre du comité de rédaction, avant de rejoindre en 1862 le New York Evening Post. Il est ensuite rédacteur en chef au Newark Daily Advertiser, puis au New York Mail et enfin au Frank Leslie's Illustrated Newspaper, jusqu'à sa mort. Il publie à la demande du gouvernement du New Jersey, en 1868, New Jersey and the rebellion, qui relate l'histoire de la guerre de Sécession dans cet État. Pendant de nombreuses années et jusqu'à sa mort, il est secrétaire du Republican State Committee (comité du parti républicain pour le New Jersey). John Young Foster meurt chez lui, à Newark, de pneumonie, le 13 novembre 1896.

## Œuvre citée dans l'article
- John Y. Foster, New Jersey and the rebellion : a history of the service of the troops and people of New Jersey in aid of the Union cause, Newark, M.R. Dennis, 1868.